# Veszélyes eb tartásával kapcsolatos kötelezettség megszegése

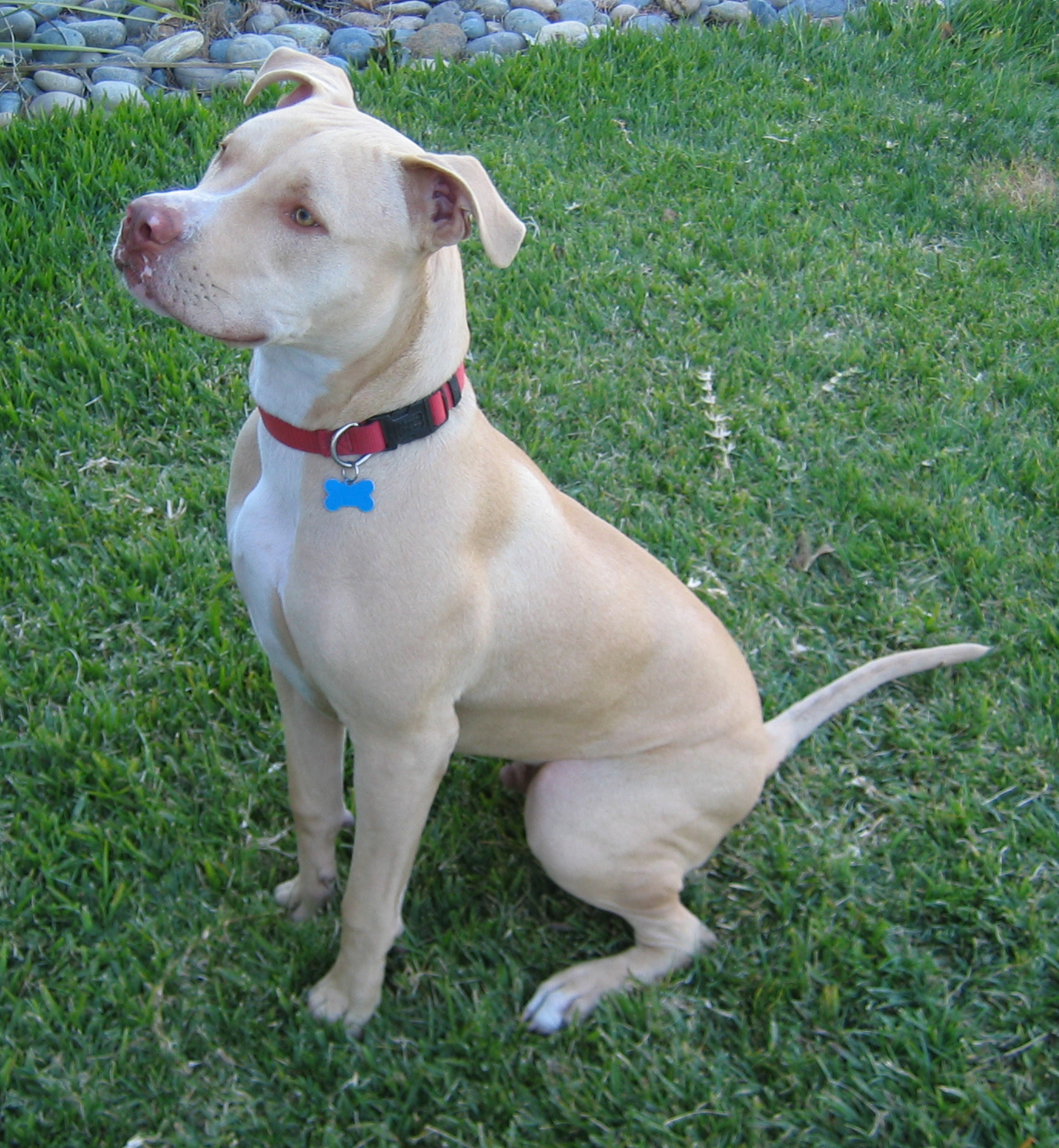
Amerikai pit bullterrier

A veszélyes eb tartásával kapcsolatos kötelezettség megszegése a közbiztonság elleni bűncselekmények csoportjába tartozó bűncselekmény, mely a jogszabályok által közbiztonságot fenyegető jellege miatt veszélyesnek minősített ebekre vonatkozó előírások megszegőit rendeli büntetni.

## Magyar szabályozás
Btk. 266. § (1) Aki
- a) veszélyes ebet tenyészt, az ország területére behoz, onnan kivisz, versenyeztet, vagy engedély nélkül tart,
- b) veszélyes ebet jogszabály megszegésével elidegenít, vagy megszerez,
- c) a veszélyes eb ivartalanítására vonatkozó jogszabályban előírt kötelezettségét megszegi,
- d) a veszélyes eb tartására vonatkozó jogszabályban előírt biztonsági előírást megszegi,

vétséget követ el, és két évig terjedő szabadságvesztéssel büntetendő.
- (2) Aki veszélyes ebet őrző-védő feladat végzésére tart, kiképez, illetve veszélyes ebbel ilyen feladatot végeztet, bűntettet követ el, és három évig terjedő szabadságvesztéssel büntetendő.
- (3) Az (1) és (2) bekezdés alkalmazásában veszélyes eb a törvényben, törvény felhatalmazása alapján kormányrendeletben, valamint hatósági határozatban veszélyes ebbé nyilvánított eb.

### Veszélyes eb
A veszélyes eb fogalmát a 35/1997. (II. 26.) Korm. rendelet határozza meg (a rendelet szövege). Veszélyes eb a pit bull terrier és e fajta egyedeinek egymással való pároztatásából, továbbá bármely más egyeddel való kereszteződéséből származó keveréke. 
Veszélyesnek minősítheti továbbá az önkormányzat jegyzője azt az ebet, amely embernek vagy állatnak – ingerlése nélkül – súlyos sérülést okozott. Ezen rendeletet az Alkotmány Bíróság a 49/2010. (IV. 22.) számú határozatában megsemmisítette.  

### Elkövetési magatartás
A bűncselekmény elkövetési magatartásai széles körűek: tenyésztés, ország területére behozatal, kivitel, versenyeztetés, engedély nélküli tartás, elidegenítés, megszerzés, ivartalanítási kötelezettség megszegése, biztonsági előírás megszegése. E magatartások megvalósítása esetén a cselekmény vétség.
Őrző-védő feladat végzésre tartás, kiképzés esetén a cselekmény már bűntett.

## Külső hivatkozások
- Veszélyes állatokról és azok tartásáról szóló részletes szabályok
- Törvény az állatok védelméről és kíméletéről